# Tennis aux Jeux olympiques de la jeunesse d'été
Le tennis fait partie du programme des Jeux Olympiques de la Jeunesse dès la première édition en 2010. Le programme comprenait quatre compétitions : garçons en simple et en double, et filles en simple et en double. L'édition 2014 a ajouté une compétition de double mixte. Les joueurs de différents Comités Nationaux Olympiques sont autorisés à jouer ensemble sur les épreuves en double.

## Podiums

### Filles

#### Simple
| Édition           | Vainqueur       | Finaliste         | Troisième                   |
| ----------------- | --------------- | ----------------- | --------------------------- |
| 2010 Singapour    | Daria Gavrilova | Zheng Saisai      | Jana Čepelová               |
| 2014 Nanjing      | Xu Shilin       | Iryna Shymanovich | Akvilė Paražinskaitė        |
| 2018 Buenos Aires | Kaja Juvan      | Clara Burel       | María Camila Osorio Serrano |

#### Double
| Édition           | Vainqueurs                          | Finalistes                           | Troisièmes                            |
| ----------------- | ----------------------------------- | ------------------------------------ | ------------------------------------- |
| 2010 Singapour    | Tang Haochen Zheng Saisai           | Jana Čepelová Chantal Škamlová       | Tímea Babos An-Sophie Mestach         |
| 2014 Nanjing      | Anhelina Kalinina Iryna Shymanovich | Daria Kasatkina Anastasiya Komardina | Jeļena Ostapenko Akvilė Paražinskaitė |
| 2018 Buenos Aires | Kaja Juvan Iga Świątek              | Yuki Naito Naho Sato                 | Wang Xinyu Wang Xiyu                  |

### Garçons

#### Simple
| Édition           | Vainqueur            | Finaliste           | Troisième               |
| ----------------- | -------------------- | ------------------- | ----------------------- |
| 2010 Singapour    | Juan Sebastián Gómez | Yuki Bhambri        | Damir Džumhur           |
| 2014 Nanjing      | Kamil Majchrzak      | Orlando Luz         | Andrey Rublev           |
| 2018 Buenos Aires | Hugo Gaston          | Facundo Díaz Acosta | Gilbert Soares Klier Jr |

#### Double
| Édition           | Vainqueurs                         | Finalistes                     | Troisièmes                        |
| ----------------- | ---------------------------------- | ------------------------------ | --------------------------------- |
| 2010 Singapour    | Oliver Golding Jiří Veselý         | Victor Baluda Mikhail Biryukov | Filip Horanský Jozef Kovalík      |
| 2014 Nanjing      | Orlando Luz Marcelo Zormann        | Karen Khachanov Andrey Rublev  | Ryotaro Matsumura Jumpei Yamasaki |
| 2018 Buenos Aires | Sebastián Báez Facundo Díaz Acosta | Adrian Andreev Rinky Hijikata  | Hugo Gaston Clément Tabur         |

### Double mixte
| Édition           | Vainqueurs                  | Finalistes                                | Troisièmes                    |
| ----------------- | --------------------------- | ----------------------------------------- | ----------------------------- |
| 2014 Nanjing      | Jil Teichmann Jan Zieliński | Ye Qiuyu Jumpei Yamasaki                  | Fanny Stollár Kamil Majchrzak |
| 2018 Buenos Aires | Yuki Naito Naoki Tajima     | María Camila Osorio Serrano Nicolás Mejía | Clara Burel Hugo Gaston       |

## Tableau des médailles
Mis à jour après les JOJ 2018.
| Rang  | Nation             | Or | Argent | Bronze | Total |
| ----- | ------------------ | -- | ------ | ------ | ----- |
| —     | Équipes pluri-CNO  | 4  | 2      | 3      | 9     |
| 1     | Chine              | 2  | 1      | 1      | 4     |
| 2     | Russie             | 1  | 3      | 1      | 5     |
| 3     | France             | 1  | 1      | 2      | 4     |
| 4     | Brésil             | 1  | 1      | 1      | 3     |
| 4     | Colombie           | 1  | 1      | 1      | 3     |
| 4     | Japon              | 1  | 1      | 1      | 3     |
| 7     | Argentine          | 1  | 1      | -      | 2     |
| 8     | Pologne            | 1  | -      | -      | 1     |
| 8     | Slovénie           | 1  | -      | -      | 1     |
| 10    | Slovaquie          | -  | 1      | 2      | 3     |
| 11    | Biélorussie        | -  | 1      | -      | 1     |
| 11    | Inde               | -  | 1      | -      | 1     |
| 13    | Bosnie-Herzégovine | -  | -      | 1      | 1     |
| 13    | Lituanie           | -  | -      | 1      | 1     |
| Total | Total              | 14 | 14     | 14     | 42    |